# Przyspieszenie
Przyspieszenie – wektorowa wielkość fizyczna wyrażająca zmianę wektora prędkości w czasie.
Przyspieszenie definiuje się jako pochodną prędkości po czasie, czyli jest szybkością zmiany prędkości. Jeśli przyspieszenie jest skierowane przeciwnie do zwrotu prędkości ruchu, to wartość prędkości w tym ruchu maleje, a przyspieszenie to jest wtedy nazywane opóźnieniem.

## Definicja

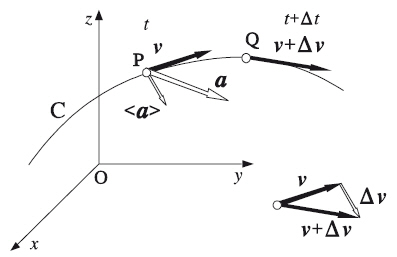
Definicja przyspieszenia

Jeżeli dany wektor {\displaystyle {\vec {r}}} określa położenie punktu materialnego, a wektor {\displaystyle {\vec {v}}} określa prędkość tego punktu, to jego przyspieszenie {\displaystyle {\vec {a}}} jest pochodną prędkości po czasie:
{\displaystyle {\vec {a}}={\frac {d{\vec {v}}}{dt}}.}
Ponieważ prędkość z kolei jest pochodną położenia po czasie, to przyspieszenie można zapisać jako drugą pochodną położenia po czasie:
{\displaystyle {\vec {a}}={\frac {d^{2}{\vec {r}}}{dt^{2}}}.}
Jednostką przyspieszenia w układzie SI jest metr na sekundę do kwadratu.
{\displaystyle [{\vec {a}}]=\mathrm {\frac {m}{s^{2}}} .}

## Związek z dynamiką
Zgodnie z drugą zasadą dynamiki przyspieszenie {\displaystyle {\vec {a}}} ciała jest proporcjonalne do wypadkowej siły {\displaystyle {\vec {F}}} działającej na to ciało i odwrotnie proporcjonalne do masy ciała {\displaystyle m.} Kierunek i zwrot przyspieszenia {\displaystyle {\vec {a}}} pokrywa się z kierunkiem i zwrotem siły {\displaystyle {\vec {F}}.} Wzór wyrażający tę zależność ma postać
{\displaystyle {\vec {a}}={\frac {\vec {F}}{m}}.}

## W ruchu prostoliniowym
W ruchu po linii prostej kierunek prędkości jest ustalony, więc można ją traktować tak jak wielkość skalarną. Wówczas przyspieszenie określa wzór:
{\displaystyle a={\frac {dv}{dt}}.}

### W ruchu jednostajnie zmiennym
Gdy przyspieszenie jest stałe ({\displaystyle a=\mathrm {const} }), wzór definicyjny przybiera postać
{\displaystyle a={\frac {\Delta v}{\Delta t}},}
gdzie {\displaystyle \Delta v} jest przyrostem prędkości w czasie {\displaystyle \Delta t.}

## Przyspieszenie w ruchu krzywoliniowym

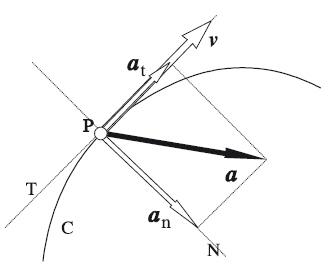
Przyspieszenie styczne i normalne

Jeżeli punkt porusza się po torze krzywoliniowym, wówczas jego całkowite przyspieszenie może być rozłożone na dwie składowe: prostopadłą do toru ruchu zwaną przyspieszeniem dośrodkowym lub normalnym (oznaczanym {\displaystyle {\vec {a}}_{n}}) i składową równoległą do toru, zwaną przyspieszeniem stycznym (ozn. {\displaystyle {\vec {a}}_{t}}).
Wektor {\displaystyle {\vec {a}}} przyspieszenia całkowitego jest sumą jego składowych – normalnej {\displaystyle {\vec {a}}_{n}} i stycznej {\displaystyle {\vec {a}}_{t}{:}}
{\displaystyle {\vec {a}}={\vec {a}}_{n}+{\vec {a}}_{t}.}
Składowe – styczna i normalna – są wzajemnie prostopadłe i dlatego wartość przyspieszenia całkowitego jest równa:
{\displaystyle |{\vec {a}}|={\sqrt {|{\vec {a}}_{n}|^{2}+|{\vec {a}}_{t}|^{2}}}.}

### Przyspieszenie dośrodkowe (normalne)
Jest to składowa przyspieszenia prostopadła do toru ruchu. Reprezentuje tę część przyspieszenia, która wpływa na zmianę kierunku prędkości, a zatem na kształt toru, ale nie wpływa na zmianę wartości prędkości. Jeżeli prędkość chwilowa oznaczona jest jako {\displaystyle v,} a chwilowy promień zakrzywienia toru (promień okręgu stycznego do toru, czyli promień krzywizny toru) ruchu wynosi {\displaystyle r,} to wartość {\displaystyle a_{n}} przyspieszenia dośrodkowego ciała jest równa:
{\displaystyle a_{n}={\frac {v^{2}}{r}}.}

### Przyspieszenie styczne
Jest to składowa przyspieszenia styczna do toru ruchu, powodująca zmianę wartości prędkości, ale nie powodująca zmiany kierunku ruchu. Stosując oznaczenie {\displaystyle v} dla wartości prędkości chwilowej i oznaczenie {\displaystyle s} dla drogi pokonanej przez ciało, przyspieszenie styczne {\displaystyle a_{t}} określają wzory:
{\displaystyle a_{t}={\frac {dv}{dt}}={\frac {d^{2}s}{dt^{2}}}.}

## Przyspieszenie kątowe
Przyspieszenie kątowe ciała jest wielkością opisującą jego ruch obrotowy, utworzoną analogicznie do przyspieszenia liniowego, tylko wyrażoną w wielkościach kątowych. Jest pseudowektorem leżącym na osi obrotu i skierowanym zgodnie z regułą śruby prawoskrętnej. Jeśli współrzędną kątową ciała określa kąt {\displaystyle \alpha ,} a {\displaystyle \omega } oznacza jego prędkość kątową, to wartość przyspieszenia kątowego {\displaystyle \varepsilon } określa wzór
{\displaystyle \varepsilon ={\frac {d\omega }{dt}}={\frac {d^{2}\alpha }{dt^{2}}}\quad [\varepsilon ]={\frac {1}{{\text{s}}^{2}}}.}
Jednostką przyspieszenia kątowego w układzie SI jest jeden radian przez sekundę do kwadratu.

## Dowolne współrzędne krzywoliniowe
Niech współrzędne krzywoliniowe {\displaystyle q_{1}(t),\,q_{2}(t),\,q_{3}(t)} tworzą układ współrzędnych w przestrzeni {\displaystyle R^{3}.} Oznaczmy przez {\displaystyle \mathbf {e} _{1},\,\mathbf {e} _{2},\,\mathbf {e} _{3}} wersory kierunków stycznych do osi tego układu.
Jeżeli {\displaystyle \mathbf {a} } jest wektorem przyspieszenia, to jego rzuty na osie układu współrzędnych można zapisać wzorami
|  |  | {\displaystyle a_{i}=\mathbf {a} \mathbf {e} _{i}={\dot {\mathbf {v} }}\mathbf {e} _{i}={\dot {\mathbf {v} }}{\frac {\partial \mathbf {r} /\partial q_{i}}{\|\partial \mathbf {r} /\partial q_{i}\|}},\quad i=1,2,3.} |  | (1) |

Ponieważ
{\displaystyle {\frac {d}{dt}}(\mathbf {v} \mathbf {e} _{i})={\dot {\mathbf {v} }}\mathbf {e} _{i}+\mathbf {v} {\frac {d}{dt}}\mathbf {e} _{i}\quad \longrightarrow \quad {\dot {\mathbf {v} }}\mathbf {e} _{i}={\frac {d}{dt}}(\mathbf {v} \mathbf {e} _{i})-\mathbf {v} {\frac {d}{dt}}\mathbf {e} _{i}}
zatem
|  |  | {\displaystyle a_{i}={\frac {d}{dt}}(\mathbf {v} \mathbf {e} _{i})-\mathbf {v} {\frac {d}{dt}}\mathbf {e} _{i}={\frac {1}{\|\partial \mathbf {r} /\partial q_{i}\|}}\left[{\frac {d}{dt}}\left(\mathbf {v} {\frac {\partial \mathbf {r} }{\partial q_{i}}}\right)-\mathbf {v} {\frac {d}{dt}}{\frac {\partial r}{\partial q_{i}}}\right].} |  | (2) |

Na podstawie wzoru dla prędkości
|  |  | {\displaystyle \mathbf {v} ={\frac {\partial \mathbf {r} }{\partial q_{1}}}{\dot {q}}_{1}+{\frac {\partial \mathbf {r} }{\partial q_{2}}}{\dot {q}}_{2}+{\frac {\partial \mathbf {r} }{\partial q_{3}}}{\dot {q}}_{3}} |  | (3) |

mamy
|  |  | {\displaystyle {\frac {\partial \mathbf {r} }{\partial q_{i}}}={\frac {\partial \mathbf {v} }{\partial {\dot {q}}_{i}}}} |  | (4) |

i dzięki temu
|  |  | {\displaystyle \mathbf {v} {\frac {\partial \mathbf {r} }{\partial q_{i}}}=\mathbf {v} {\frac {\partial \mathbf {v} }{\partial {\dot {q}}_{i}}}={\frac {\partial (v^{2}/2)}{\partial {\dot {q}}_{i}}}.} |  | (5) |

Mamy również
|  |  | {\displaystyle {\frac {d}{dt}}{\frac {\partial r}{\partial q_{1}}}={\frac {\partial ^{2}\mathbf {r} }{\partial q_{1}^{2}}}{\dot {q}}_{1}+{\frac {\partial ^{2}\mathbf {r} }{\partial q_{1}\partial q_{2}}}{\dot {q}}_{2}+{\frac {\partial ^{2}\mathbf {r} }{\partial q_{1}\partial q_{3}}}{\dot {q}}_{3}} |  | (6) |

oraz
|  |  | {\displaystyle {\frac {\partial \mathbf {v} }{\partial q_{1}}}={\frac {\partial ^{2}\mathbf {r} }{\partial q_{1}^{2}}}{\dot {q}}_{1}+{\frac {\partial ^{2}\mathbf {r} }{\partial q_{2}q_{1}}}{\dot {q}}_{2}+{\frac {\partial ^{2}\mathbf {r} }{\partial q_{3}q_{1}}}{\dot {q}}_{3}.} |  | (7) |

Z porównania prawych stron (5) i (6) wynika, że
|  |  | {\displaystyle {\frac {d}{dt}}{\frac {\partial \mathbf {r} }{\partial q_{i}}}={\frac {\partial \mathbf {v} }{\partial q_{i}}},\quad i=1,2,3.} |  | (8) |

Mamy zatem
|  |  | {\displaystyle \mathbf {v} {\frac {d}{dt}}{\frac {\partial \mathbf {r} }{\partial q_{i}}}=\mathbf {v} {\frac {\partial \mathbf {v} }{\partial q_{i}}}={\frac {\partial (v^{2}/2)}{\partial q_{i}}}.} |  | (9) |

Po podstawieniu (5) i (9) do (2) otrzymujemy następujące wzory dla rzutów {\displaystyle a_{i}} wektora przyspieszenia {\displaystyle \mathbf {a} } na osie krzywoliniowego układu współrzędnych
|  |  | {\displaystyle a_{i}={\frac {1}{\|\partial \mathbf {r} /\partial q_{i}\|}}\left[{\frac {d}{dt}}{\frac {\partial (v^{2}/2)}{\partial {\dot {q}}_{i}}}-{\frac {\partial (v^{2}/2)}{\partial q_{i}}}\right],\quad i=1,2,3.} |  | (9) |

## Pomiar
Do pomiaru służy przetwornik przyspieszenia nazywany przyspieszeniomierzem lub akceleromierzem czy akcelerometrem.